# Amblyeleotris japonica
Amblyeleotris japonica là một loài cá biển thuộc chi Amblyeleotris trong họ Cá bống trắng. Loài cá này được mô tả lần đầu tiên vào năm 1957.

## Từ nguyên
Từ định danh japonica được đặt theo tên gọi của Nhật Bản, nơi mà mẫu định danh của loài cá này được thu thập.

## Phạm vi phân bố và môi trường sống
A. japonica hiện được biết đến ở ngoài khơi Nhật Bản (từ bán đảo Bōsō xuống phía nam, gồm cả quần đảo Ryukyu và quần đảo Ogasawara) và đảo Đài Loan.
A. japonica sinh sống trên nền cát và đá vụn của rạn san hô, độ sâu đến 32 m.

## Mô tả
Chiều dài cơ thể lớn nhất được ghi nhận ở A. japonica là 8,5 cm. Đầu và thân màu trắng, có 5 vạch sọc nâu sẫm trên cơ thể. Vây lưng lốm đốm xanh lam. Vây hậu môn màu vàng nhạt, sọc nâu dọc theo giữa. Vây đuôi có vệt nâu sẫm hình chữ C.
A. japonica có 3 biến dị hình thái được ghi nhận, khác biệt về số lượng vảy cá, sự hiện diện hay thiếu vắng lớp vảy ở phần giữa gáy và gốc vây ngực, kích thước và màu sắc khi trưởng thành.
Số gai vây lưng: 7; Số tia vây lưng: 14; Số gai vây hậu môn: 1; Số tia vây hậu môn: 14; Số gai vây bụng: 1; Số tia vây bụng: 5; Số tia vây ngực: 20.

## Sinh thái
A. japonica sống cộng sinh với tôm gõ mõ Alpheus.